# 大沢清輝
大沢 清輝（おおさわ きよてる、1917年3月27日 - 2005年12月21日）は、日本の天文学者。萩原雄祐門下。日本における観測天体物理学の開拓者の1人である。東京府（現・東京都）出身。1982年紫綬褒章受章、1988年勲二等瑞宝章受章。

## 略歴
- 1939年：東京帝国大学理学部天文学科卒業、東大附属東京天文台に勤務
- 1951年：理学博士の学位を取得
- 1953年：渡米しシカゴ大学ヤーキス天文台客員研究員及びカリフォルニア大学リック天文台客員研究員に就任
- 1956年：帰国、東京天文台教授に就任[1]。
- 1959年：再渡米、プリンストン高等研究所において恒星のモデル大気の理論を習得、のち帰国
- 1973年：東京天文台長に就任[1]。
- 1977年：東大定年退官[1]、千葉大学教養部教授に就任
- 1982年：千葉大学定年退官。紫綬褒章を受章[1]。
- 1988年：勲二等瑞宝章受章[1]。

## 著書

### 単著
- 『日食・微粒子日食』（恒星社厚生閣　天文學叢書2　1948年）
- 『天文台と観測器械・天体分光器（恒星社厚生閣　新天文学講座11　新版　1964年）
- 『天体の物理観測・天体光電測光』（恒星社厚生閣　新天文学講座14　新版　1964年）
- 『恒星の世界・星のスペクトルと大気』（恒星社厚生閣　新天文学講座6　新版　1965年）
- 『天文学文献抄　第7冊』（東京天文台編　1973年）
- 『天文学』（東京教学社 1974年、1981年新版発行）
- 『星の色』（地人書館　地人選書　1984年）
- 『宇宙と星の基礎知識・星にはどんな種類がありますか』（講談社　1989年）

### 共著
- 『新しい天文学』（宝文館　1952年）
- 『天文と気象』（東京教学社　1977年）

### 解説
- 『パロマ天体写真集』（地人書館　1977年）